# Цена свободы: Тайна Кукловода
«Цена свободы: Тайна Кукловода» — социальная и мобильная игра в жанре поиска скрытых предметов. Была разработана ростовским подразделением Nikita — Studio 61. Впервые запущена в 2012-м году в российской социальной сети «ВКонтакте». На декабрь 2013-го года представлена в шести социальных сетях, включая российские «Одноклассники», «Мой Мир» и «Вконтакте», польскую Nasza Klasa (под названием «Dom Zagadek»), латвийскую Draugiem (под названием «Brīvības cena: Leļļu meistara noslēpums») и японскую Yahoo! Mobage (под названием The Panic Room: Outrage), на развлекательном портале GameXP, а также в международной социальной сети Facebook.
В 2013-м году игра была адаптирована под iOS и стала доступна для iPad на русском, английском и польском языках. В 2014 году в версиях для Facebook и iPad появилась локализация и поддержка на французском и немецком языках. 31 июля 2014 года состоялся релиз игры на iPhone.

## Сюжет
Главный герой игры вместе с ещё несколькими персонажами заперт в огромном старинном особняке, который таинственный «Кукловод» сделал местом проведения жестокого эксперимента. Безумец (или непонятый гений?) хочет выяснить, на что готов человек ради свободы. Герою предстоит пройти множество испытаний, чтобы узнать подоплёку происходящего, раскрыть личность Кукловода и найти путь к свободе.
Сюжет очень похож на роман Джона Фаулза «Волхв».

## Геймплей
Чтобы обрести свободу, игроку необходимо открыть все замки на двери в прихожей. Ключи от замков разбросаны по всем комнатам дома, и чтобы найти их, нужно собрать пазлы комнат, которые укажут на местоположение тайников. Фрагменты пазлов можно получить в награду за выполненные задания или в подарок от друзей, у которых эти фрагменты оказались повторными. Также за задания игрок получает очки свободы и жетоны, которые можно потратить в магазине на различные полезные предметы.
Комнаты в игре открываются постепенно, и в каждой комнате несколько режимов её прохождения: слова, тени, ночь и тайник, а также три вида «режимов-ловушек»: невидимые чернила (открывается на 10 уровне свободы), против времени (на 20 уровне) и зеркальная комната (на 30 уровне). Во втором сезоне появляется режим «призраки». Чтобы его разблокировать, нужно собрать пазл соответствующей комнаты. В третьем сезоне появляется режим «тьма».
При прохождении комнат расходуются очки здоровья (в «ловушках» в 1,5 раза больше), которое восстанавливается с течением времени и с помощью различных предметов. Очки свободы в игре — эквивалент очков опыта, и по мере повышения уровня игрок получает доступ к новым режимам и комнатам.
Также можно (и даже нужно) приглашать в игру друзей. В комнатах друзей появляется декор. Нажимая на кнопки «Испортить» или «Починить», вы изменяете декор и получаете в награду очки свободы, элементы коллекций, предметы возвращающие жизнь и многое другое. Если друг долго не заходит в игру, над его аватаркой появляется паутина. В таких комнатах нельзя получать призы за вход и изменять декор. Также, если друг уже вступил в какую-нибудь фракцию, над его аватаркой появляется значок крысы или вороны.
В игре существуют фракции Последователи (символ — Ворон) и Подполье (символ — Крыса). После выполнения задания на сбор пазла гостиной Игрок должен выбрать фракцию соответственно своим убеждениям.

## Дополнения
- 1 сезон «Тайна Кукловода»: Были добавлены персонажи Ланс и Нэт, была добавлена комната фотолаборатория (оба обновления были запущены весной 2014).
- 2 сезон «Тени Прошлого» (запущен 18 мая 2012): Добавлен режим «призраки», стали доступны новые комнаты: спальня, зимний сад и кинотеатр.
- 3 сезон «Тьма над домом» (запущен 16 мая 2013): Открыты новые комнаты: кабинет и логово. Добавлен режим «тьма».
- 4 сезон «Новая опасность» (запущен 18 октября 2016): Открыта новая комната : музыкальная студия. Добавлен персонаж Алан Фейзер.
- 5 сезон "Противостояние" (запущен 1 июня 2018).

16 мая 2018 года был запущен проект «Цена Свободы 2: Поиск ответов», являющийся сиквелом к первой части. Действие происходит в том же особняке, спустя много лет. Наравне с некоторыми персонажами из первой части главными героями являются и новые лица.